# Elecciones al Parlamento Europeo
Las elecciones europeas, son los comicios legislativos en el que los ciudadanos de la Unión eligen a los diputados al Parlamento Europeo, la institución que junto al Consejo, ostenta el poder legislativo de la Unión Europea. Tiene una importante relevancia ya que el Parlamento legisla sobre cuestiones que afectan directamente a la vida cotidiana de los ciudadanos europeos, como la educación, el empleo, la sanidad, el emprendimiento, la seguridad, la migración, las políticas sociales, el medio ambiente, los derechos de los consumidores, la economía, la industria, el Estado de derecho y muchos más.  Además, tras los comicios, el Parlamento, con los nuevos grupos parlamentarios, se constituye en nueva legislatura y se elige por mayoría absoluta al presidente de la Comisión Europea y su Colegio de Comisarios, propuestos por el Consejo Europeo.
Desde sus inicios, el espíritu mismo de los Tratados fundacionales, y con posterioridad la jurisprudencia del Tribunal de Justicia de la Unión Europea, asentaron la vocación democrática del fundamento moral y jurídico de la construcción europea, que además de una unión de Estados constituye una unión de los pueblos de Europa y de sus ciudadanos. Sin embargo la consecución de esos objetivos democráticos en el proceso de integración europea ha sido arduo, pues si bien existió siempre algún tipo de representación popular a nivel continental, su designación era por lo general indirecta, y sus poderes escasos cuando no testimoniales. Así ocurría por ejemplo con la Asamblea parlamentaria de las Comunidades Europeas, luego Parlamento Europeo. Hasta 1979 no se cumplieron las previsiones de los Tratados para instaurar la elección directa de los miembros del Parlamento por los ciudadanos de los Estados miembros.
Por otra parte, si bien casi todos los tratados modificativos han tendido a conceder mayores facultades (decisorias o de control) al Parlamento Europeo, lo cierto es que hasta el Tratado de Maastricht no empezó a contemplarse al Parlamento con la seriedad de una institución comunitaria plena. Posteriormente, los Tratados de Ámsterdam y de Niza incrementaron considerablemente sus potestades, especialmente en el ámbito legislativo y en sus funciones de control sobre la Comisión; pero fue el Tratado de Lisboa, en vigor desde 2009, el que ha hecho del Parlamento una auténtica cámara legislativa, en igualdad de condiciones con el Consejo, y para la gran mayoría de los ámbitos políticos de competencia de la Unión. Hoy en día el procedimiento legislativo ordinario contempla la intervención del Parlamento y del Consejo como el método principal de ejercicio del poder legislativo comunitario, de manera conjunta.
Así pues, desde 1979 los diputados al Parlamento Europeo son elegidos por sufragio universal, directo, proporcional y secreto en votaciones populares celebradas cada cinco años en todos los Estados de la Unión. En estas elecciones europeas son electores y elegibles todos los ciudadanos de la Unión desde que cumplen la edad legal para votar en sus respectivos países de origen o de residencia, y en cualquier caso a partir de los 18 años. Debe recordarse que son ciudadanos europeos todos los nacionales de los Estados miembros de la Unión, y que esta ciudadanía complementa y no sustituye a la de los Estados.
Hasta ahora, el sistema electoral de cada Estado miembro es definido por cada gobierno nacional; sin embargo, antes de las elecciones de 2004, estos tuvieron que aplicar una directiva que preveía cierta homogeneización. Tienen derecho de voto activo todos los ciudadanos de la Unión Europea a partir de los 18 años. La edad mínima para el derecho de voto pasivo puede variar según el Estado. Cada ciudadano puede elegir votar en el Estado de su residencia o en el Estado de su nacionalidad, pero no en ambos.
Los eurodiputados se eligen en cada Estado miembro por separado. La presentación de candidatos está reservada a los partidos políticos nacionales. Sin embargo, los partidos de diferentes Estados, pero con la misma ideología política, suelen aliarse y formar partidos políticos a escala europea, los núcleos de los grupos parlamentarios en el Parlamento Europeo.
Después de las elecciones, los diputados elegidos pueden participar en un grupo parlamentario en el Parlamento Europeo, pero también pueden ejercer su mandato como independientes. La formación de un grupo parlamentario exige un mínimo de 23 diputados de al menos una cuarta parte de los Estados de la Unión.

## Historia
A partir de 1979, estas elecciones tienen lugar cada cinco años. Desde inicios de los años 1990 (Tratado de Maastricht en 1992), el poder del Parlamento Europeo frente a las demás instituciones de la Unión Europea —sobre todo, el Consejo— ha aumentado notablemente. Sin embargo, sigue siendo menor del que tiene un parlamento nacional frente a un gobierno nacional.

### Elecciones de 1979
Las elecciones al Parlamento Europeo de 1979 fueron las primeras elecciones parlamentarias europeas celebradas en todos los 9 (en el momento) Estados miembros de la Unión Europea. Fueron las primeras elecciones europeas que se celebraron, permitiendo que los ciudadanos eligieran a 410 diputados al Parlamento Europeo, y también fue la primera elección internacional en la historia.
Los escaños en el Parlamento habían sido asignados a los Estados según su población, y en algunos casos se habían dividido en grupos.

### Elecciones de 1984
Las elecciones de 1984 al Parlamento Europeo fue la primera desde la elección inaugural de 1979 y la ampliación de 1981 de la Comunidad Europea para incluir a Grecia. También fue la última antes de la adhesión de España y Portugal en 1986.
Los resultados mostraron a los diputados del ala de centro-izquierda y derecha beneficiándose a costa de la extrema izquierda y la centro-derecha. Los socialistas consolidaron su posición como el mayor grupo en el Parlamento y no hubo cambios notables para los grupos más pequeños, con los eurodiputados de extrema derecha que formaron un grupo y la coalescencia del grupo regionalista verde conocido como "Arcoiris". La participación total se redujo al 61%. No se obtuvo una mayoría.

### Elecciones de 1994
Las elecciones al Parlamento Europeo de 1994 se celebraron en junio de 1994 a través de todos los Estados miembros de la Unión Europea.
Tras la celebración de las elecciones, el Partido Socialista Europeo llegó a un acuerdo de Gobierno con el Partido Popular Europeo. También se produjo un aumento en el número total de escaños (567 miembros fueron elegidos para el Parlamento Europeo) y una caída en la participación total al 57%.

### Elecciones de 1999
Las Elecciones al Parlamento Europeo de 1999 se desarrollaron del 10 al 13 de junio de 1999. Los ciudadanos de la Unión Europea eligieron a 626 diputados al Parlamento Europeo.

### Elecciones de 2004
Las Elecciones al Parlamento Europeo de 2004 se desarrollaron del 10 al 13 de junio de 2004. Los ciudadanos de la Unión Europea eligieron a 732 diputados al Parlamento Europeo, es decir 106 representantes más que en las anteriores elecciones debido a la ampliación de los 10 nuevos Estados miembros del Este.

### Elecciones de 2009
En las elecciones europeas de 2009 se eligió a los diputados del Parlamento Europeo que representarán a los ciudadanos europeos en la legislatura que abarcará desde 2009 hasta 2014. Estas elecciones se celebraron en torno al domingo 7 de junio de 2009, aunque la fecha exacta dependía de cuál fuera la jornada habitual de elecciones en cada estado miembro.
Los eurodiputados se eligen en cada Estado miembro por separado; la presentación de candidatos está reservada a los partidos políticos nacionales. Sin embargo, los partidos de diferentes Estados, pero con la misma ideología política, suelen aliarse y formar partidos políticos a escala europea, los núcleos de los grupos parlamentarios en el Parlamento Europeo.

### Elecciones de 2014
Las elecciones al Parlamento Europeo de 2014 tuvieron lugar en la Unión Europea, entre el 22 y el 25 de mayo, con una participación del 43,09 %, similar a las de las elecciones de 2009. En ellas se eligieron por sufragio universal, directo, libre y secreto los 751 diputados europeos que integrarán la eurocámara y que representarán a la ciudadanía europea en el periodo comprendido desde 2014 a 2019, la VIII legislatura de la cámara.
Fueron las primeras elecciones tras la entrada en vigor del Tratado de Lisboa, que introdujo cambios en la composición de la cámara y dio más poder al Parlamento Europeo. Ahora es esta cámara la que debe nombrar al Presidente de la Comisión Europea, a propuesta del Consejo Europeo en función de los resultados de las elecciones, por mayoría cualificada.
Por formaciones, el Partido Popular Europeo fue el ganador de las elecciones con 212 diputados, perdiendo 56 en relación con el final de la VII legislatura del Parlamento Europeo. Le siguió el Partido de los Socialistas Europeos con 184 escaños, 11 menos que antes de las elecciones, el Partido de la Alianza de los Liberales y Demócratas por Europa con 50 escaños, que perdió 23 asientos, la Alianza de los Conservadores y Reformistas Europeos, que perdió tres, y la Alianza Europea por la Libertad, que logró subir 21 escaños hasta los 38 eurodiputados.

### Elecciones de 2019
Las elecciones al Parlamento Europeo de 2019 tuvieron lugar en la Unión Europea entre el 23 y el 26 de mayo de 2019, con una participación del 50,63%, superando en 8 puntos la participación de las elecciones de 2014. Dio lugar a la IX legislatura. En ellas se eligieron por sufragio universal, directo, libre y secreto los eurodiputados que integrarán la Eurocámara y que representarán a la ciudadanía europea en el periodo comprendido desde 2019 a 2024. Esta cámara fue la responsable de investir a Ursula von der Leyen como nueva presidenta de la Comisión Europea, tras ser propuesta por el Consejo Europeo en función de los resultados de las elecciones, por mayoría cualificada.
El número de diputados previstos para la IX legislatura del Parlamento Europeo era de 705 escaños, repartíendose los 73 escaños del Reino Unido, tras su salida de la Unión Europea, entre diversos países como España, Francia, Italia y Países Bajos y reservándose 46 escaños para futuras ampliaciones de la Unión. Si bien, después del aplazamiento del brexit hasta el 31 de octubre de 2019, el Reino Unido debió participar en las elecciones, manteníendose el reparto de escaños de la VIII legislatura hasta la salida definitiva de la Unión.
Por formaciones, el Partido Popular Europeo fue una vez más el ganador de las elecciones con 173 diputados, perdiendo 39 diputados sobre las elecciones europeas de 2014. Le siguió el Partido de los Socialistas Europeos con 147 escaños, 37 menos que en las elecciones anteriores y el Partido de la Alianza de los Liberales y Demócratas por Europa con 76 escaños, que ganó 27 asientos. El Movimiento Europa de las Naciones y de las Libertades, renombrado a Partido Identidad y Democracia después de las elecciones, de extrema derecha, logró 60 escaños, superando así al Partido Verde Europeo, que logró 55 escaños subiendo 19 sobre 2015, al Partido de los Conservadores y Reformistas Europeos que subió 5 escaños hasta los 47, y el Partido de la Izquierda Europea que se quedó en 21 escaños.
Por grupos parlamentarios, el Grupo del Partido Popular Europeo volvió a ser el más grande con 182 escaños, perdiendo 34 asientos sobre el parlamento saliente, seguido del Grupo de la Alianza Progresista de Socialistas y Demócratas con 154 escaños, perdiendo 31 asientos, y el Grupo Renovar Europa, el nuevo nombre del Grupo de la Alianza de los Liberales y Demócratas por Europa, que logró 108 escaños ganando 39. El Grupo de Los Verdes/Alianza Libre Europea se alzó hasta ser la cuarta fuerza con 74 escaños, sumando 22 escaños nuevos, y superando por la mínima al nuevo Grupo Identidad y Democracia que logró 73. Por último, el Grupo de los Conservadores y Reformistas Europeos se constituyó con 62 eurodiputados y el Grupo Confederal de la Izquierda Unitaria Europea / Izquierda Verde Nórdica con 41 escaños.

### Elecciones de 2024
Las elecciones al Parlamento Europeo de 2024 se celebraron en la Unión Europea entre el seis y el nueve de junio de 2024 y darán lugar a la X legislatura, reemplazando a la IX legislatura. En ellas fueron elegidos por sufragio universal, directo, libre y secreto a los eurodiputados de los partidos europeos que iban a integrar los grupos parlamentarios de la Eurocámara y a representar a la ciudadanía de la Unión en el periodo comprendido desde 2024 a 2029. Esta cámara es la responsable de investir por mayoría absoluta al presidente de la Comisión Europea y su Colegio de Comisarios, que haya propuesto el Consejo Europeo en función de los resultados de las elecciones, por mayoría cualificada.
Los Estados miembros eligen, según sus leyes nacionales, que sistema electoral usar para repartir los escaños que tenían asignados. Por ejemplo, países como Francia, España, Portugal, Alemania o Grecia realizan una circunscripción única mientras Irlanda o Italia dividían su territorio en diversas circunscripciones para elegir a los candidatos.
La edad mínima de votación se suele situar en los 18 años en gran parte de la Unión, con la excepción de Austria y Malta, que la suelen fijar en 16 años, Croacia y Eslovenia que también la sitúan en 16 años si estaban trabajando, Hungría en caso de tener 16 años y estar casado, y Grecia que la situaba en 17 años. De todas maneras, esto sigue estando por determinar, pero se puede prever que los países seguirán un patrón similar a otros años.

### Desarrollo de la participación electoral y el voto
| Año  | Total  | DE     | AT            | FR     | BE      | IT     | LU     | NL     | UK     | IE     | DK      | EL      | ES            | PT            | SE            | FI            | CZ     | EE      | CY      | LV      | LT     | HU      | MT      | PL      | SI      | SK      | BG            | RO            | HR           |
| ---- | ------ | ------ | ------------- | ------ | ------- | ------ | ------ | ------ | ------ | ------ | ------- | ------- | ------------- | ------------- | ------------- | ------------- | ------ | ------- | ------- | ------- | ------ | ------- | ------- | ------- | ------- | ------- | ------------- | ------------- | ------------ |
| 1979 | 63,0 % | 65,7 % | -             | 60,7 % | 91,4 %  | 84,9 % | 88,9 % | 57,8 % | 32,2 % | 63,6 % | 47,8 %  | -       | -             | -             | -             | -             | -      | -       | -       | -       | -      | -       | -       | -       | -       | -       | -             | -             | -            |
| 1984 | 61,0 % | 56,8 % | -             | 56,7 % | 92,2 %  | 83,4 % | 88,8 % | 50,6 % | 32,6 % | 47,6 % | 52,4 %  | 77,2 %  | 68,9 % (1987) | 72,4 % (1987) | -             | -             | -      | -       | -       | -       | -      | -       | -       | -       | -       | -       | -             | -             | -            |
| 1989 | 58,5 % | 62,3 % | -             | 48,7 % | 90,7 %  | 81,5 % | 87,4 % | 47,2 % | 36,2 % | 68,3 % | 46,2 %  | 79,9 %  | 54,6 %        | 51,2 %        | -             | -             | -      | -       | -       | -       | -      | -       | -       | -       | -       | -       | -             | -             | -            |
| 1994 | 56,8 % | 60,0 % | 67,7 % (1996) | 52,7 % | 90,7 %  | 74,8 % | 88,5 % | 35,6 % | 36,4 % | 44,0 % | 52,9 %  | 71,2 %  | 59,1 %        | 35,5 %        | 41,6 % (1995) | 60,3 % (1996) | -      | -       | -       | -       | -      | -       | -       | -       | -       | -       | -             | -             | -            |
| 1999 | 49,8 % | 45,2 % | 49,4 %        | 46,8 % | 91,0 %  | 70,8 % | 87,3 % | 30,0 % | 24,0 % | 50,2 % | 50,5 %  | 75,3 %  | 63,0 %        | 40,0 %        | 38,8 %        | 31,4 %        | -      | -       | -       | -       | -      | -       | -       | -       | -       | -       | -             | -             | -            |
| 2004 | 45,5 % | 43,0 % | 41,8 %        | 43,14% | 90,81 % | 73,1 % | 90 %   | 39,1 % | 38,9 % | 59,7 % | 47,85 % | 62,78 % | 45,94 %       | 38,74 %       | 37,2 %        | 41,1 %        | 27,9 % | 26,89 % | 71,19 % | 41,23 % | 48,2 % | 38,47 % | 82,37 % | 20,42 % | 28,34 % | 16,66 % | 28,6 % (2007) | 28,4 % (2006) | -            |
| 2009 | 43%    | 43,3%  | 45,97%        | 40,63% | 90,93%  | 65,05% | 90,75% | 36,75% | 34,7%  | 58,64% | 59,54%  | 52,61%  | 44,9%         | 36,78%        | 45,53%        | 40,3%         | 28,2%  | 43,9%   | 59,4%   | 53,7%   | 20,98% | 36,31%  | 78,79%  | 24,53%  | 28,33%  | 19,64%  | 38,99%        | 27,67%        | 20,84 (2013) |
| 2014 | 42,6%  | 48,1%  | 45,39%        | 42,43% | 89,64%  | 57,22% | 85,55% | 37,32% | 35,6%  | 52,44% | 56,32%  | 59,97%  | 43,81%        | 33,67%        | 51,07%        | 39,1%         | 18,2%  | 36,52%  | 43,97%  | 30,24%  | 47,35% | 28,97%  | 74,8%   | 23,83%  | 24,55%  | 13,05%  | 35,84%        | 32,44%        | 25,24        |

## Distribución de escaños por Estado miembro
| Distribución de escaños por Estado miembro en el Parlamento Europeo                                                        | Distribución de escaños por Estado miembro en el Parlamento Europeo | Distribución de escaños por Estado miembro en el Parlamento Europeo | Distribución de escaños por Estado miembro en el Parlamento Europeo | Distribución de escaños por Estado miembro en el Parlamento Europeo | Distribución de escaños por Estado miembro en el Parlamento Europeo | Distribución de escaños por Estado miembro en el Parlamento Europeo |
| Estado miembro | Tratado de Niza                                                     | Tratado de Niza                                                     | Tratado de Lisboa                                                   | Tratado de Lisboa                                                   | Tratado de Lisboa                                                   | Tratado de Lisboa                                                   |
| --- | ------------------------------------------------------------------- | ------------------------------------------------------------------- | ------------------------------------------------------------------- | ------------------------------------------------------------------- | ------------------------------------------------------------------- | ------------------------------------------------------------------- |
| Estado miembro | 2007                                                                | 2009                                                                | 2010                                                                | 2014                                                                | 2019                                                                | 2024                                                                |
| Alemania | 99                                                                  | 99                                                                  | 96                                                                  | 96                                                                  | 96                                                                  | 96                                                                  |
| Austria | 18                                                                  | 17                                                                  | 19                                                                  | 18                                                                  | 19                                                                  | 20                                                                  |
| Bélgica | 24                                                                  | 22                                                                  | 22                                                                  | 21                                                                  | 21                                                                  | 22                                                                  |
| Bulgaria | 18                                                                  | 17                                                                  | 18                                                                  | 17                                                                  | 17                                                                  | 17                                                                  |
| Chipre | 6                                                                   | 6                                                                   | 6                                                                   | 6                                                                   | 6                                                                   | 6                                                                   |
| Croacia | sin membresía                                                       | sin membresía                                                       | sin membresía                                                       | 11                                                                  | 12                                                                  | 12                                                                  |
| Dinamarca | 14                                                                  | 13                                                                  | 13                                                                  | 13                                                                  | 14                                                                  | 15                                                                  |
| Eslovaquia | 14                                                                  | 13                                                                  | 13                                                                  | 13                                                                  | 14                                                                  | 15                                                                  |
| Eslovenia | 7                                                                   | 7                                                                   | 8                                                                   | 8                                                                   | 8                                                                   | 9                                                                   |
| España | 54                                                                  | 50                                                                  | 54                                                                  | 54                                                                  | 59                                                                  | 61                                                                  |
| Estonia | 6                                                                   | 6                                                                   | 6                                                                   | 6                                                                   | 7                                                                   | 7                                                                   |
| Finlandia | 14                                                                  | 13                                                                  | 13                                                                  | 13                                                                  | 14                                                                  | 15                                                                  |
| Francia | 78                                                                  | 72                                                                  | 74                                                                  | 74                                                                  | 79                                                                  | 81                                                                  |
| Grecia | 24                                                                  | 22                                                                  | 22                                                                  | 21                                                                  | 21                                                                  | 21                                                                  |
| Hungría | 24                                                                  | 22                                                                  | 22                                                                  | 21                                                                  | 21                                                                  | 21                                                                  |
| Irlanda | 13                                                                  | 12                                                                  | 12                                                                  | 11                                                                  | 13                                                                  | 14                                                                  |
| Italia | 78                                                                  | 72                                                                  | 73                                                                  | 73                                                                  | 76                                                                  | 76                                                                  |
| Letonia | 9                                                                   | 8                                                                   | 9                                                                   | 8                                                                   | 8                                                                   | 9                                                                   |
| Lituania | 13                                                                  | 12                                                                  | 12                                                                  | 11                                                                  | 11                                                                  | 11                                                                  |
| Luxemburgo | 6                                                                   | 6                                                                   | 6                                                                   | 6                                                                   | 6                                                                   | 6                                                                   |
| Malta | 5                                                                   | 5                                                                   | 6                                                                   | 6                                                                   | 6                                                                   | 6                                                                   |
| Países Bajos | 27                                                                  | 25                                                                  | 26                                                                  | 26                                                                  | 29                                                                  | 31                                                                  |
| Polonia | 54                                                                  | 50                                                                  | 51                                                                  | 51                                                                  | 52                                                                  | 53                                                                  |
| Portugal | 24                                                                  | 22                                                                  | 22                                                                  | 21                                                                  | 21                                                                  | 21                                                                  |
| Reino Unido* | 78                                                                  | 72                                                                  | 73                                                                  | 73                                                                  | sin membresía                                                       | sin membresía                                                       |
| República Checa | 24                                                                  | 22                                                                  | 22                                                                  | 21                                                                  | 21                                                                  | 21                                                                  |
| Rumania | 35                                                                  | 33                                                                  | 33                                                                  | 32                                                                  | 33                                                                  | 33                                                                  |
| Suecia | 19                                                                  | 18                                                                  | 20                                                                  | 20                                                                  | 21                                                                  | 21                                                                  |
| Total | 785                                                                 | 736                                                                 | 751                                                                 | 751                                                                 | 705                                                                 | 720                                                                 |
| * Incluye Gibraltar, pero no cualquier otro territorio británico de ultramar, Bases Soberanas o Dependencias de la Corona. |                                                                     |                                                                     |                                                                     |                                                                     |                                                                     |                                                                     |

Los diputados al Parlamento Europeo, generalmente conocidos como eurodiputados o europarlamentarios (a veces abreviado MEP, del inglés Member of the European Parliament, Miembro del Parlamento Europeo), son los miembros del Parlamento Europeo, la institución de la Unión Europea que desempeña, junto con el Consejo de la Unión, los poderes legislativo y presupuestario, además de la función de control político sobre el resto de instituciones, y particularmente sobre la Comisión Europea, le corresponde en exclusiva, y a cuyo presidente y Colegio de Comisarios elige. Son elegidos en las elecciones europeas cada cinco años mediante sufragio universal, directo, libre y secreto por los ciudadanos de la Unión. 
Libres e independientes en sus funciones políticas, no están sometidos a mandato imperativo alguno durante el ejercicio de las mismas, sin perjuicio de los compromisos que adquieran como consecuencia de su adscripción voluntaria a alguno de los grupos políticos del Parlamento Europeo. 
Según los Tratados constitutivos, el máximo de escaños permitido son 751. Actualmente está compuesto por 720 diputados, incluyendo su presidente.

## Sistemas electorales
Los diferentes sistemas electorales en la Unión Europea no son homogéneos. Todos los países siguen un sistema proporcional —incluida Francia, que a nivel nacional tienen un sistema mayoritario—, pero existen notables diferencias locales. Aunque los Tratados fijan el objetivo de un procedimiento uniforme en todos los Estados miembros, se establece alternativamente un sistema electoral europeo basado sobre principios comunes pero abierto al desarrollo particularizado de cada Estado miembro. Este es el sistema que se ha impuesto hasta la fecha, fijándose como reglas básicas de la elección y el escrutinio los siguientes principios:
- Universalidad del sufragio (sin posibilidad de exclusión por razón de sexo, raza, pertenencia a una minoría, ni por supuesto nacionalidad, no requiriéndose la del Estado concreto en la que se ejerce el voto, y bastando con acreditar la residencia).
- Voto libre y secreto (lo segundo como garantía de lo primero).
- Voto directo (de acuerdo con el principio de democracia representativa que rige el funcionamiento de la Unión, y sin perjuicio de que la elección de los diputados se lleve a cabo en listas cerradas o abiertas).
- Atribución proporcional de los escaños en función del cómputo total de votos (descartándose el sistema electoral mayoritario, aunque permitiéndose un amplio margen para distintas apreciaciones de la idea de proporcionalidad).

En junio de 2018, el Consejo Europeo acordó cambiar la ley electoral de la Unión Europea y reformar las normas electorales, datadas de 1976. El objetivo de la reforma fue aumentar la participación en las elecciones, la comprensión de su importancia y relevancia a nivel europeo y evitar votos irregulares sin menoscabar las tradiciones constitucionales y electorales de los Estados miembros. El Parlamento Europeo dio su aprobación a la reforma el 4 de julio de 2018 y la ley fue adoptada por el Consejo Europeo el 13 de julio siguiente.
Las normas tienen entre sus puntos destacados:
- Visibilizar los partidos políticos europeos, en las papeletas de todos los Estados miembros, visibilizando el logotipo y candidato del partido político europeo, en caso de formar parte de alguno, junto al partido político estatal.
- Introducción de un umbral mínimo obligatorio para los países de la Unión Europea que repartan más de 35 escaños en circunscripción única (en el momento de la aprobación, sólo España y Alemania), que se deberá establecer entre el 3 % y el 5 %.
- Establecimiento de un plazo de 12 semanas antes de las elecciones para que los partidos políticos europeos, y los partidos políticos a nivel estatal, proclamen sus candidatos. La intención es que todos los partidos europeos nominen a su candidato a Presidente de la Comisión Europea.
- Inclusión del derecho a voto de los ciudadanos europeos que vivan fuera de la Unión Europea.
- Prohibición del doble voto para ciudadanos europeos con derecho a voto en dos países. Para ello, los estados deberán intercambiar información de sus censos electorales.

No todos los Estados miembros ratificaron la nueva normativa antes de las elecciones de 2019, entre ellos los afectados por el umbral mínimo (España y Alemania) y, por lo tanto, estas elecciones se llevaron a cabo de acuerdo con las reglas anteriores.

### Circunscripciones electorales
Aunque los parlamentarios representan a los ciudadanos de la Unión en su conjunto y no a sus propios electores, son elegidos conforme a un diseño de circunscripciones electorales, sobre la base del número de eurodiputados que corresponde elegir en cada Estado miembro, fijado por Decisión del Consejo, aprobada por el Parlamento. Esta Decisión debe respetar un criterio de proporcionalidad decreciente en función de la población de cada país, con un mínimo de 6 escaños (caso de Malta) y un máximo de 96 (caso de Alemania).
Se parte, pues, de un sistema de atribución estable y decrecientemente proporcional de escaños a cada uno de los Estados de la Unión, para establecer sobre esta base circunscripciones internas, propias de cada Estado miembro. Todos los Estados miembros tienen una única circunscripción electoral que abarca todo su territorio nacional excepto Bélgica, Irlanda, Italia y Polonia, que se dividen en varias circunscripciones.

## Elecciones y nombramientos

### Presidente de la Comisión Europea
La elección del presidente de la Comisión se diferencia netamente del proceso de designación del resto de miembros del Colegio de Comisarios. Tiene lugar antes que cualquier otro y, a resultas del mismo, su titular es el único legitimado democráticamente de manera individualizada y directa por su elección parlamentaria. El proceso se puede dividir en las siguientes fases:
- Tras la constitución de la nueva legislatura en el Parlamento, el Consejo Europeo iniciará, por medio de su presidente, una amplia ronda de consultas con las fuerzas políticas resultantes de las elecciones al mismo, internamente constituidas en grupos parlamentarios de la Cámara, y externamente sostenidas por los partidos políticos europeos, de acuerdo con el peso que les corresponda en la nueva configuración política. En esta tarea contará con el apoyo y la mediación del nuevo presidente del Parlamento.
- Teniendo en cuenta dichas consultas y el resultado de las elecciones, el presidente del Consejo Europeo elevará al mismo una propuesta y la someterá su consideración.
- Sobre la base de la propuesta de su presidente, el Consejo Europeo adoptará, por mayoría cualificada, una decisión por la que se proponga al Parlamento un candidato a la presidencia de la Comisión.
- El candidato propuesto por el Consejo Europeo comparecerá ante el Parlamento para exponer su programa de gobierno para un mandato quinquenal. A continuación se someterá al candidato a un debate de investidura.
- Tras la comparecencia y el debate, el Parlamento someterá a votación la candidatura propuesta por el Consejo Europeo. Si el candidato obtuviese la confianza de la Cámara (mayoría absoluta), se considerará elegido presidente de la Comisión. Si le fuere denegada, el Consejo Europeo deberá reiniciar la fase de consultas.

Tras la investidura parlamentaria, el candidato así votado obtiene la condición de presidente electo. Concluido el entero proceso de designación y asignación de carteras a los demás comisarios, la Comisión se somete colegiadamente al voto de aprobación conjunta ante el Parlamento Europeo, que lo otorgará por mayoría simple. 

### Alto representante de la Unión para Asuntos Exteriores y Política de Seguridad
Según lo dispuesto en el Tratado de la Unión Europea (TUE), en su artículo 17 y siguientes, el AR será nombrado por el Consejo Europeo por mayoría cualificada con la aprobación del presidente de la Comisión, durante un plazo de cinco años. Sin embargo, esto no significa que ostente ya el cargo, puesto que el AR, junto con el presidente y demás miembros de la Comisión, se someterán colegiadamente al voto de aprobación del Parlamento Europeo, reunido en sesión plenaria tras su constitución después de las elecciones europeas. Sobre la base de dicha aprobación, la Comisión junto con el alto representante serán nombrados por el Consejo Europeo por mayoría cualificada, donde prestarán juramento.